# Dagfin Werenskiold
Dagfin Werenskiold, född 16 oktober 1892 i Bærum, död 29 juni 1977 på samma ort, var en norsk målare och skulptör.
Dagfin Werenskiold var son till målaren Erik Werenskiold. Han var elev till sin far, och utbildade sig till bildhuggare hos Antoine Bourdelle i Paris 1920–21. Han målade enkla, kraftiga bilder från norskt bondeliv som I kirken och Bondefamilie (båda 1927) och en målning av fiolspelaren Jørgen Tjønnstaul (1933, Nasjonalmuseet/Nasjonalgalleriet i Oslo), och modellerade karaktärsfulla byster av Fridtjof Nansen (1924) och sin far (i sten 1921, i brons 1933 på Nasjonalmuseet/Nasjonalgalleriet), men hittade inspirerad av norsk folkkonst sitt mest personliga uttryck i målade träreliefer, som altarskåpet i Årdals kyrka i Sogn og Fjordane (1935), förarbetena till bronsportarna i Oslo domkyrka (1933–36, i brons 1937), de sexton fälten med motiv från nordisk mytologi i borggården på Oslo rådhus (färdiga 1950) och reliefen Life in the Forest i St. Olaf College i Northfield i Minnesota (1958). Av hans övriga kyrkoutsmyckningar kan nämnas altartavlan i Hornindals kyrka (1930) och den rikt kolorerade altartavlan i Sandefjords kyrka (1963).